# Valdigne
Le terme géographique Valdigne désigne la haute Vallée d'Aoste.

## Description
Le Valdigne s'étend de La Salle à Courmayeur, le long de vallée de la Doire Baltée, et inclut trois vallées latérales : le val Vény, le val Ferret et le vallon de La Thuile.

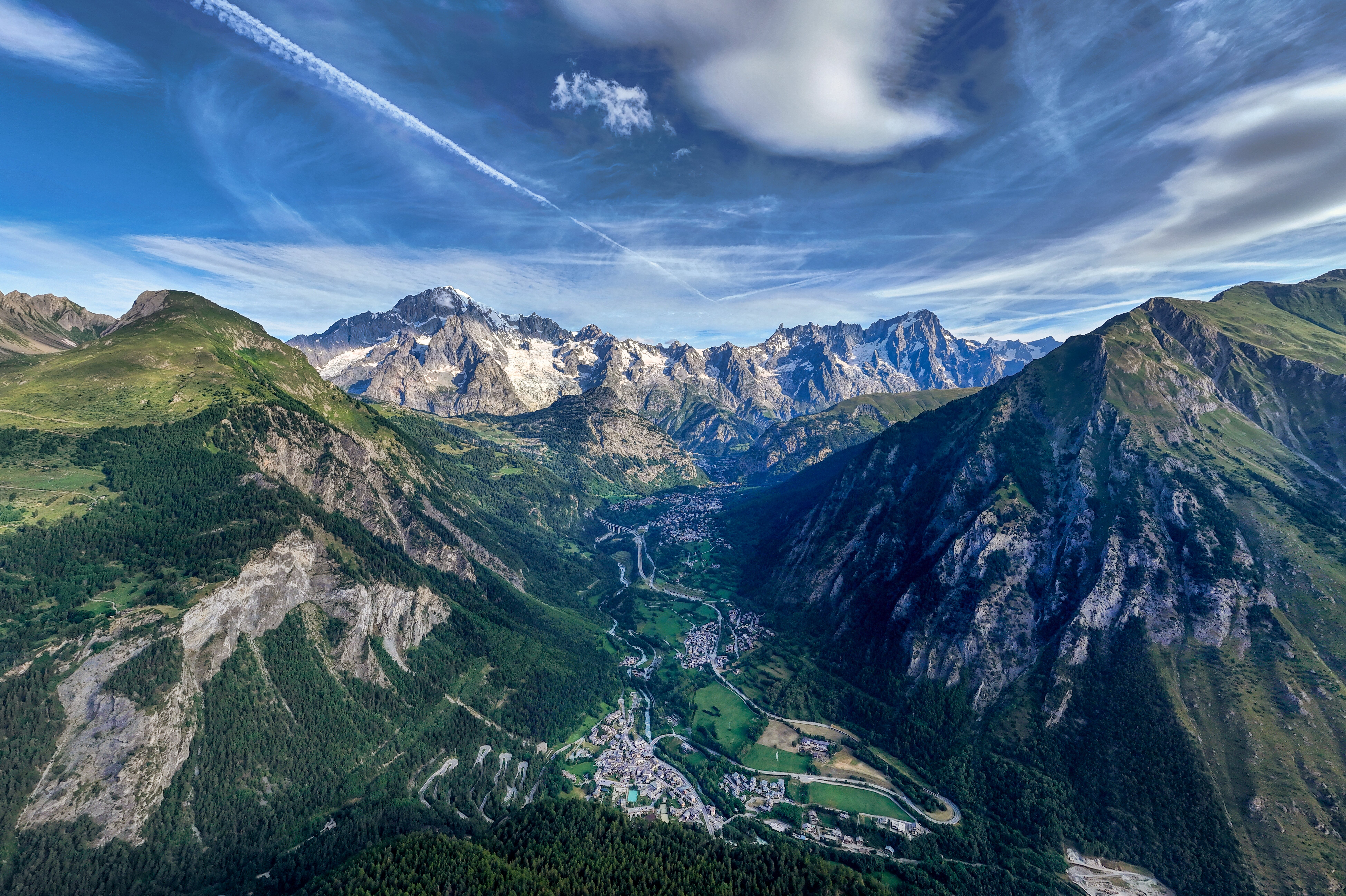
Vue du Valdigne.
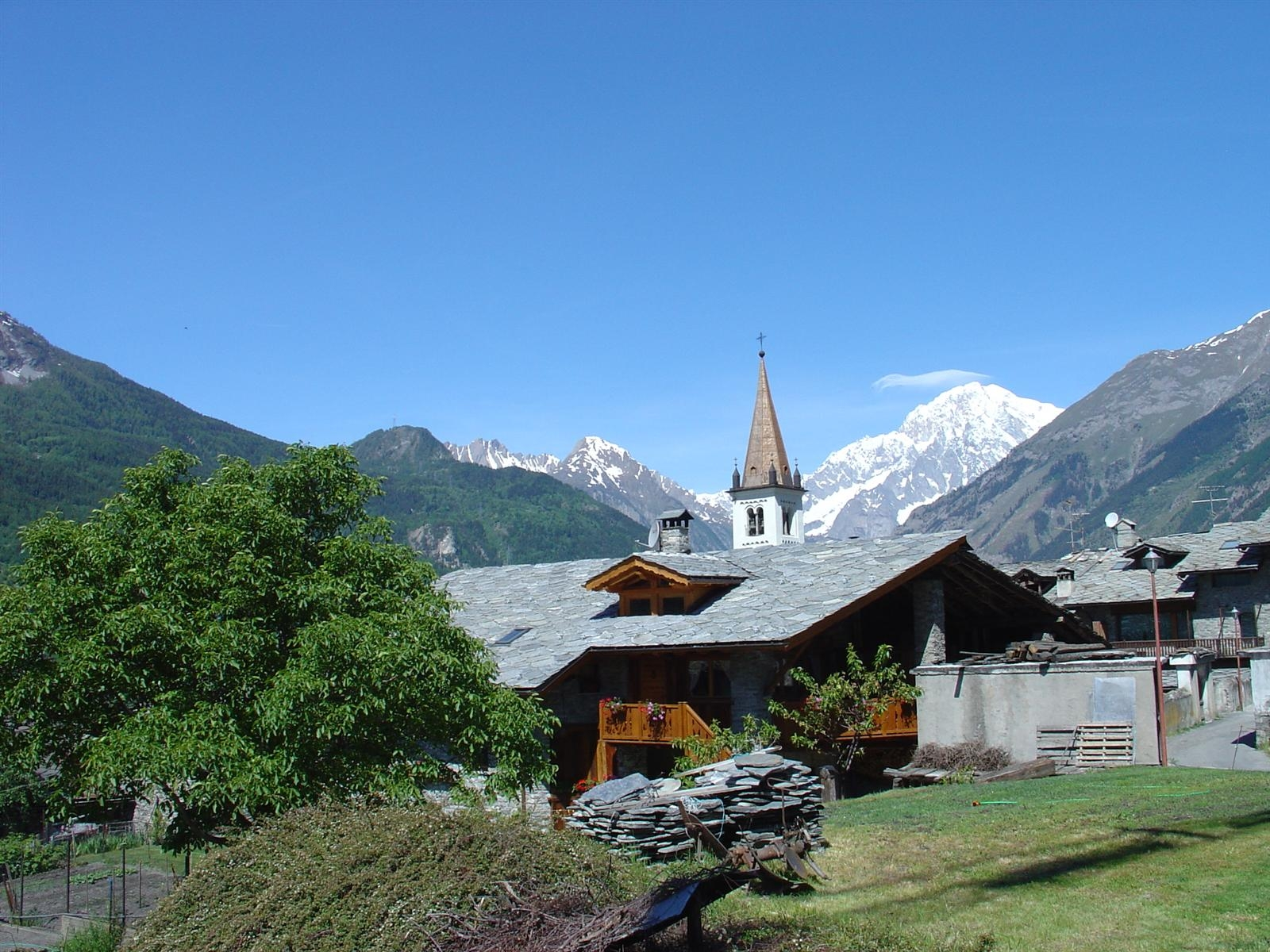
Vue du chef-lieu de La Salle. En arrière plan, le mont Blanc.

Les communes de cette région sont (en remontant le cours de la Doire Baltée) :
- La Salle ;
- Morgex ;
- Pré-Saint-Didier ;
- La Thuile, dans le vallon du même nom, d'où découle la Doire du Verney en provenance du col du Petit-Saint-Bernard,
- Courmayeur, à la confluence du val Vény et du val Ferret, d'où découlent les Doires du même nom respectivement.